# Moderna
Moderna, Inc. (anciennement ModeRNA Therapeutics jusqu’en 2018) est une société de biotechnologies américaine, fondée en 2010 et basée à Cambridge dans l'État du Massachusetts, qui vise à concevoir des « thérapies protéiniques » fondées sur la technologie dite de l'acide ribonucléique messager (ARN messager).
En 2020, elle met au point le MRNA-1273, vaccin contre la maladie à coronavirus 2019 (COVID-19) dont l'efficacité convainc différents pouvoirs publics, dont ceux des États-Unis et de l'Union européenne, d'y avoir recours avec les vaccins d'autres firmes dans le cadre de leurs campagnes de vaccination publiques.

## Histoire
Le nom s'écrivait à l'origine « ModeRNA », acronyme construit sur  modified (« modifié ») et RNA (le sigle anglais correspondant au français ARN). La société aurait été fondée en 2010,, à Cambridge, dans le Massachusetts, en s'appuyant sur le programme VentureLabs d'incubateur d'entreprises de Flagship pour commercialiser une invention de Derrick Rossi du Boston Children's Hospital,.
Les fondateurs de la société Moderna Therapeutics comprennent Noubar Afeyan de Flagship Pioneering ; Kenneth R. Chien de l'université Harvard et de l'Institut Karolinska ; Robert S. Langer du Massachusetts Institute of Technology (MIT) et Rossi.
La start-up fonctionne en « mode furtif » jusqu'en décembre 2012, avec un site web au contenu vague et des employés tous soumis à des accords très stricts de confidentialité.
Stéphane Bancel, diplômé de l'école CentraleSupélec de l'université Paris-Saclay et de l'université du Minnesota, a été recruté en tant que directeur général en 2011 (il était alors directeur général de BioMérieux). Moderna a bénéficié d'un capital-risque et a été financé à hauteur de 40 millions de dollars par l'unité VentureLabs de Flagship Ventures et d'autres investisseurs privés entre sa création et décembre 2012,.
En 2013, Moderna Therapeutics et AstraZeneca signent en mars un accord de coopération exclusive sur 5 ans pour découvrir, développer et commercialiser des produits thérapeutiques à base d'ARNm (ARN messager) pour traiter des maladies cardiovasculaires, métaboliques et rénales graves ainsi que des cibles sélectionnées en oncologie,. Cet accord comprend un paiement initial de 240 millions de dollars à Moderna, qui est « l'un des paiements les plus élevés jamais versés dans le cadre d'un accord de licence de l'industrie pharmaceutique pour un médicament jamais testé dans les essais cliniques »,.
En octobre 2013, la DARPA (Agence des projets de recherche avancée de la Défense américaine) accorde à Moderna une subvention d'une valeur de 24,6 millions de dollars pour la recherche et le développement de sa technologie ARNm afin de lutter contre les maladies infectieuses et les armes biologiques,.
En janvier 2014, Moderna et Alexion Pharmaceuticals concluent un accord de 125 millions de dollars, toujours pour aider à la découverte et au développement de thérapeutiques ciblant des maladies rares, et via des méthodes basées sur l'ARN messager. Alexion verse à cette occasion à Moderna 100 millions de dollars en échange de 10 options de production de médicaments contre les maladies rares via la plateforme thérapeutique d'ARNm de Moderna. L'entreprise bénéficie aussi d'un apport au capital de Moderna de 25 millions de dollars. En juin 2014, CNBC estime que Moderna est devenue l'une des 50 premières entreprises à la pointe de l'innovation, ayant un impact fort dans leurs domaines et ayant un fort potentiel de croissance. En octobre 2014, Moderna annonce lancer une recherche stratégique et un partenariat clinique avec l'Institut Karolinska et l'Hôpital universitaire Karolinska. Le groupe crée Moderna Therapeutics Sweden (première zone d'expansion hors des États-Unis).
En 2015, Moderna accroît ses fonds propres via des partenariats commerciaux. L'entreprise lance une filiale, Valera, exclusivement axée sur l'avancement des vaccins et de la thérapeutique pour la prévention et le traitement des maladies infectieuses virales, bactériennes et parasitaires, et annonce un accord de licence et de collaboration avec Merck visant la découverte et le développement de vaccins et de traitements immunitaires passifs contre les maladies virales en utilisant l'ARN messager modifié (ARNm).
En mai de cette même année 2015, Moderna lance Elpidera, une autre filiale, exclusivement consacrée au développement de médicaments basés sur l'ARN messager (ARNm) pour le traitement de maladies rares et est estimée, par CNBC, faire partie des leaders en matière du Top 50 des technologies de rupture. En octobre 2015, Moderna lance encore une autre filiale, Caperna, consacrée aux études et éventuels tests et mise sur le marché de vaccins personnalisés contre le cancer.
En 2016, l'entreprise annonce le début d'une étude clinique de phase 1 en Europe pour le candidat-vaccin ARNm 1440 et dépose une demande d'autorisation d'IND (« Investigational New Drug ») avec l'agence américaine des produits alimentaires et médicamenteux, la Food and Drug Administration (FDA), pour l'ARNm 1851 (l'ARNm 1440 et l'ARNm 1851 sont des vaccins contre des maladies infectieuses). En janvier de cette même année 2016, Moderna et AstraZeneca annoncent une nouvelle collaboration ayant pour objet le développement de deux programmes d'immuno-oncologie basé sur l'ARNm. Moderna financera et dirigera la recherche et le développement préclinique. AstraZeneca prend en charge les études cliniques précoces. Les deux entreprises partagent les coûts de développement en phase tardive et co-commercialisent des produits aux États-Unis avec un partage à parts égales des bénéfices. Le même mois, Moderna annonce aussi un nouvel accord avec Merck pour autoriser un programme de vaccination (mRNA 1566 ; pour un virus non divulgué) ; l'accord porte également sur un groupe de nouveaux vaccins liés.
En juillet 2016, Moderna annonce une collaboration avec Vertex pour découvrir et développer une thérapie à ARNm contre la fibrose kystique. Presque au même moment, Moderna et AstraZeneca annoncent déposer une demande d'essai clinique pour un médicament à ARNm cardiométabolique (expérimental ; l'AZD8601) qui code le facteur de croissance endothélial vasculaire (VEGF-A). En septembre 2016, Moderna gagne une aide financière de BARDA pour développer un vaccin ARNm contre le virus Zika. La même année, l'entreprise lance une usine de fabrication d'ARNm GMP de 200 000 pieds carrés à Norwood, dans le Massachusetts.
En 2019, elle obtient une désignation Fast track de la Food and Drug Administration (FDA) pour un examen accéléré d'un vaccin expérimental.
En 2021, alors que de nombreuses ONG reprochent aux principaux laboratoires mondiaux de privilégier les pays développés pour la distribution des vaccins anti-Covid, Moderna annonce vouloir construire une usine de vaccins ARN en Afrique. Calquée sur le modèle de l'usine de Norwood près de Boston, l'usine devrait permettre la production de 500 millions de vaccins par an afin d'approvisionner l'ensemble du continent africain en vaccins contre le Covid, mais aussi pour d'autres maladies tropicales comme le Zika ou le SIDA. Au moment de l'annonce, le pays devant accueillir le site n'est pas encore choisi.
En automne 2022, Moderna annonce la construction à Laval, Québec d’une usine de vaccins, et déclare qu'elle a pas moins de 34 vaccins expérimentaux dans son portefeuille de produits en développement.

## Financement et capital
Moderna a fait plusieurs levées de fonds très importantes échelonnées de janvier 2015 à février 2018, pour un total d'environ 1,4 milliard de dollars. Fin 2018, elle a levé en bourse 621 M$, ce qui constituait à l'époque la plus grosse introduction en bourse d'une société de biotechnologies,. Elle a réédité cet exploit par une introduction en bourse de plus d'un milliard de dollars en mai 2020, motivée par le besoin de créer d'autres usines pour produire le nombre de doses de vaccins demandé par l'Administration américaine.
Moderna a aussi obtenu une subvention de 483 M$ de la part de la Biomedical Advanced Research and Development Authority (BARDA), pour le développement du vaccin contre le coronavirus.
La capitalisation boursière de Moderna atteint 22,9 milliards de dollars le 8 juin 2020. À la même date, Stéphane Bancel possède 6,6 % du capital. Après l'annonce du succès de la phase 3, l'action du laboratoire Moderna voit sa valeur grimper le 16 novembre 2020, la capitalisation boursière du laboratoire atteint 35,3 milliards de dollars.

### Actionnariat
Liste des principaux actionnaires de l'entreprise au 19 février 2022 :
| Actionnaire                    | %      |
| ------------------------------ | ------ |
| en:Baillie Gifford             | 11,3 % |
| The Vanguard Group             | 6,76 % |
| Stéphane Bancel                | 5,38 % |
| en:Flagship Pioneering         | 4,34 % |
| SSgA Funds Management          | 3,44 % |
| Robert S. Langer               | 2,84 % |
| BlackRock Fund Advisors        | 1,85 % |
| en:Coatue Management           | 1,49 % |
| en:Geode Capital Management    | 1,49 % |
| Fidelity Management & Research | 1,27 % |

## Technologie ARN

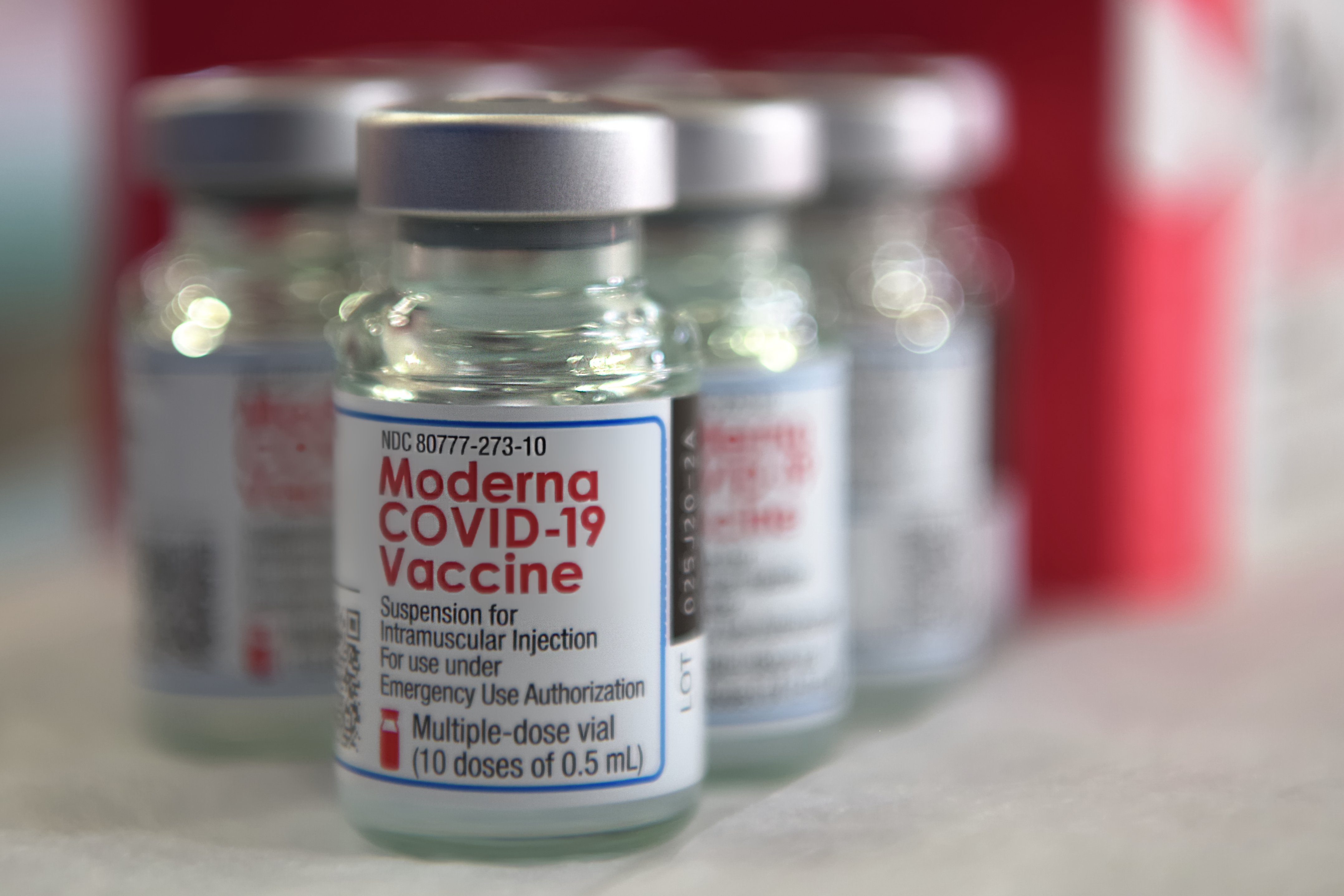
Des flacons contenant le vaccin Moderna COVID-19

La technologie phare de l'entreprise consiste à utiliser un ARN messager (ARNm) composé d'analogues nucléotidiques pour déclencher les processus naturels du corps et induire la production de protéines à l'intérieur même des cellules humaines.
Cette approche pourrait potentiellement, si on la maîtrise, produire des protéines thérapeutiques in vivo pour traiter un large éventail de maladies, dont certaines sont orphelines ou sans traitements efficaces.
Une large typologie de médicaments est envisageable : des vaccins (contre des maladies infectieuses ou personnalisés contre certains cancers) aux protéines intracellulaires/transmembranaires, en passant par l'expression intratumorale et les anticorps et protéines sécrétées. Chaque modalité implique une approche distincte de l'utilisation de la plateforme ARNm pour coder des protéines qui présentent vraiment un avantage thérapeutique. L'entreprise conduit également des recherches sur de nombreux candidats-médicaments dans un large éventail de domaines thérapeutiques.
En avril 2023, Moderna a signé un accord avec le géant de l'informatique IBM pour développer une expertise en informatique quantique, un modèle de calcul conçu pour surmonter les limites des ordinateurs conventionnels, et faire avancer la recherche et le développement de nouveaux médicaments à base d'ARNm. Ainsi, les experts du groupe Moderna annonce qu'une série de nouveaux vaccins contre le cancer, les maladies cardiovasculaires et auto-immunes seront prêts d'ici 2030.

## Spikevax®, le vaccin contre la Covid-19
En janvier 2020, Moderna s'associe au National Institute of Allergy and Infectious Diseases pour développer un vaccin contre le coronavirus SARS-CoV-2. Moderna profite en 2020 de la dynamique des nouvelles aides gouvernementales liées à la vaccination contre COVID-19 pour créer des antennes en Europe (Suisse et Espagne).
Elle tire parti de l'implantation de son partenaire Lonza à Bâle en Suisse, ainsi que de celle de Laboratorios Farmaceuticos ROVI en Espagne. L'objectif est de livrer 500 millions de doses de vaccins à partir de 2021.

### Développement du vaccin
Le 11 janvier, les autorités chinoises diffusent la séquence génétique des protéines du coronavirus et, le 13 janvier, l'équipe de recherche de Moderna, associée aux instituts américains de recherche sur la santé (NIH), finalise la séquence de son vaccin contre la Covid-19, l'ARNm-1273. « Le vaccin a été fait en deux jours, sur ordinateur, sans jamais avoir le virus » explique en mars le PDG français de Moderna Stéphane Bancel.
Le 16 mars 2020, les tests d'un projet de vaccin commencent : Moderna semble avoir alors une avance sur les autres organismes travaillant sur le sujet. À cette occasion, le domaine, peu rentable et très pointu, sur lequel elle se positionne, acquiert, pour différents gouvernements nationaux, un enjeu de souveraineté. La FDA approuve un projet d'expérimentation de phase II. Le 1er mai, Moderna annonce qu'il a signé un partenariat avec l'entreprise suisse Lonza spécialisée dans la production de protéines par génie génétique. Ils espèrent pouvoir démarrer une production en juillet 2020.
Le 18 mai, Moderna annonce que son vaccin, le mRNA-1273, a été essayé sur un petit groupe de volontaires sains qui aurait développé des anticorps contre le virus. Le lancement d'un essai de phase II serait imminent. Cette phase n'est pas faite pour prouver l'efficacité sur la maladie CoVid-19, mais cette annonce provoque néanmoins un rebond de 4 à 5 % des indices boursiers (CAC40, DAX, Dow Jones) et une augmentation de 20 % du cours de l'action Moderna sur le NASDAQ.
Les études phase 3 conduisent, le 16 novembre 2020, à l'annonce d'un vaccin efficace à 94 %. Ces résultats sont confirmés par publication dans The New England Journal of Medicine du 30 décembre 2020.
En mai 2021, l'étude de Phase III, TeenCove, portant sur plus de 3.700 adolescents de 12 à 18 ans, montre que l'administration à quatre semaines d'intervalle de deux doses du vaccin de Moderna induit une réponse immunitaire de 100 %, deux semaines après la deuxième injection, et une réponse de 93 % dès la première.
Le tableau suivant montre le chevauchement des 3 phases de test, dû à l'urgence sanitaire :
| Phase               | Personnes testées                                 | Début                                                                      | Fin |
| ------------------- | ------------------------------------------------- | -------------------------------------------------------------------------- | --- |
| 1                   | 45 personnes « jeunes » et saines                 | Mars 2020                                                                  | Mai 2020 |
| 2                   | 600 personnes saines                              | Fin mai 2020                                                               | Septembre 2020 |
| 3                   | Étude / placebo sur 30 000 personnes              | 27 juillet 2020                                                            | Étape à 95 personnes atteintes et annonce de l'efficacité du vaccin à 94 % : 16 novembre 2020 Fin phase 3 avec 151 cas de personnes atteintes : fin septembre 2020 Approbation FDA : fin décembre 2020 |
| Livraisons massives | Selon priorités définies par les pouvoirs publics | Livraisons États-Unis : fin décembre 2020 Livraisons Europe : janvier 2021 | Livraisons États-Unis : fin décembre 2020 Livraisons Europe : janvier 2021 |

### Commandes et autorisations de mise sur le marché
Moderna est l'un des cinq industriels retenus par le gouvernement des États-Unis pour le développement de vaccins dans le cadre de l'Opération Warp Speed dont l'un des principaux décideurs, Moncef Slaoui, était d'ailleurs membre du conseil d'administration de Moderna de 2017 à 2020.
En novembre 2020, Moderna a déjà reçu des commandes du vaccin ARNm-1273 de plusieurs pays, passées sous réserve de l'efficacité et de l'innocuité du vaccin. Les pays concernés sont : les États-Unis, l'Union européenne (pour 80 millions de doses), le Canada (56 millions de doses), la Suisse. En février 2021, l'Union Européenne commande 150 millions de doses supplémentaires, livrables au cours des 3ᵉ et 4ᵉ trimestres de l'année, et signe également une option d'achat de 150 millions de doses livrables en 2022,.
Le 16 novembre 2020, une semaine après l'annonce de Pfizer/BioNTech d'un vaccin, Moderna annonce les résultats de son candidat vaccin avec une efficacité de 94,5 %. Ce résultat a été obtenu au cours des essais de phase III, la dernière étape de tests cliniques avant la mise sur le marché. L'étude a été réalisée sur plus de 25 000 participants aux États-Unis, dont 49 % sont à risque (personnes présentant un facteur de risque ou âgées de plus de 60 ans).
Le PDG de Moderna, Stéphane Bancel, a demandé une autorisation de mise sur le marché aux États-Unis, où la production a déjà commencé. Celle-ci devrait être lancée d'ici la fin de l'année 2020 en Suisse dans les usines du groupe Lonza.
La société de biotechnologie américaine prévoit de produire plus de 15 millions de doses en 2020, et entre 700 millions et 1 milliard en 2021, grâce à des sites de production et des partenaires industriels en Espagne, en Suisse et aux États-Unis.
Moderna a décidé de s'en remettre au laboratoire suédois Recipharm pour distribuer son vaccin dans l'Hexagone. Le groupe Recipharm a commencé à recruter davantage de personnel et a engagé des investissements afin de permettre le transfert de technologie de façon imminente. Un accord doit être finalisé courant décembre 2020 et la demande d'autorisation de mise sur le marché pour l'Europe et les États-Unis doit se faire le 30 novembre 2020,.
La société américaine a signé un accord en octobre 2020 avec l'entreprise suisse Lonza, pour être en mesure de fabriquer jusqu'à deux milliards de doses par an. Lonza est chargé de la synthèse de molécule, alors que Recipharm sera responsable de la partie formulation et mise sous flacon.
Moderna a formé une demande pour les États-Unis et devrait faire de même pour l’Europe après que des résultats complets ont confirmé une haute efficacité de son vaccin, estimée à 94,1 %. Si la société obtient le feu vert, les premières vaccinations pourraient avoir lieu dans les 24 heures suivantes.
Le laboratoire américain Moderna, qui a noué un partenariat avec le chimiste bâlois Lonza, affirme que son potentiel vaccin contre le coronavirus pourrait être commercialisé au 1ᵉʳ semestre 2021 en Suisse. Plus de 150 millions de doses ont été commandées par l'Union européenne. Et une partie de ces vaccins sera très vraisemblablement utilisée en France.
Moderna a aussi signé avec le Royaume-Uni, Israël, le Japon, le Canada… Sans compter les 90 millions de doses promises début septembre aux Etats-Unis.
L'autorisation de mise sur le marché européen est validée par l'Agence européenne des médicaments le 6 janvier 2021.
Le 8 janvier, la Haute Autorité de Santé (HAS) approuve officiellement l'utilisation du vaccin de Moderna. C'est la seconde autorisation délivrée en France, après celle concernant le vaccin développé par Pfizer et BioNTech. La FDA signale par ailleurs que les données accumulées jusqu’à présent montrent que le vaccin de Moderna est moins efficace chez les sujets les plus âgés.
Le 25 février 2021, lors de la présentation annuelle des résultats de la société, Moderna annonce avoir reçu l'équivalent de 18,4 milliards de dollars de précommandes du vaccin ARNm-1273 pour la seule année 2020. Celui-ci a été vendu pour 26 dollars par dose en moyenne.

### Production et distribution du vaccin contre la COVID-19
Contrairement au vaccin proposé par Pfizer et son partenaire BioNTech, le vaccin qu'a développé Moderna, reste stable beaucoup plus longtemps dans un simple réfrigérateur. Alors que le vaccin proposé par Pfizer doit être conservé à une température de −70 °C lors de sa distribution et peut être conservé entre 2 °C et 8 °C, 24 heures avant d'être administré, Moderna prévoit que son vaccin se conserve à −20 °C au départ et il reste stable à une température de 2 à 8 °C durant un mois avant d'être administré. Ainsi, le vaccin proposé par Moderna peut être distribué en utilisant les infrastructures de stockages et de distributions des vaccins déjà disponibles dans les différents pays du monde.
Le vaccin est fabriqué aux États-Unis, à Norwood (Massachusetts), ainsi qu'en Suisse. Lonza, partenaire de Moderna, met en place à Viège (Suisse) 3 lignes de production, dont chacune doit produire 2 millions de doses par semaine. Moderna espère ainsi produire entre 500 millions et 1 milliard de doses en 2021.
Le prix de la dose est fixé à 25 dollars aux États-Unis. Chaque personne vaccinée recevra 2 doses. Le prix est réduit de 50 %, voire de 80 %, dans des pays plus pauvres.

### Effets secondaires
De sévères réactions allergiques aux composants du vaccin n'ont pas été constatées lors des essais, mais quelques-unes sont apparues lors des campagnes de vaccination.
Un risque théorique de la vaccination ARN est l'apparition de réactions auto-immunes, ce qui ne remet pas en cause une utilisation prometteuse à grande échelle. Les personnes présentant une maladie auto-immune sans contre-indications de vaccination peuvent recevoir un vaccin à ARNm.
Les données complètes sur les effets secondaires constatés au cours des essais sont publiées en ligne sur le site des CDC.

#### Effets indésirables sur le cycle menstruel
Plusieurs pays européens ont recueilli plus de 140 000 rapports de femmes qui disent avoir remarqué un changement dans leurs cycles menstruels après des injections Moderna et Pfizer-BioNTech,. Ces effets ont été classés par l'ANSM comme signaux potentiels,, parfois accompagnés du syndrome pseudo-grippal.

#### Problème du conservateur PEG
La présence de polyéthylène glycol (PEG) dans les vaccins à ARNm, pose un risque de choc anaphylactique pour les personnes allergiques : « Couramment employé comme excipient dans la fabrication de médicaments ou de cosmétiques, le polyéthylène glycol (PEG) fait figure de suspect numéro un. En effet, le PEG est utilisé dans les deux vaccins à ARNm pour stabiliser et prolonger la demi-vie des capsules lipidiques transportant l’ARNm, en formant à leur surface une couche hydrophile, expliquent les immunologues. » Aussi, « toute personne ayant des antécédents de réaction anaphylactique à l’un des composants des vaccins à ARNm SARS-Cov-2 doit éviter ces vaccins », comme le recommande le CDC américain (Center for Disease Control).
Le PEG2000, excipient des vaccins COMIRNATY et MODERNA, entre dans la composition des nanoparticules lipidiques protégeant l’ARNm et permettant son entrée dans la cellule. Il pourrait être à l’origine des réactions d’HS observées, mais il est important de rappeler que l’allergie IgE confirmée au PEG médicamenteux est rare voire exceptionnelle].

## mRESVIA, vaccin contre la bronchiolite
Moderna a mis qu point un vaccin contre le virus respiratoire syncytial (VRS) responsable de 80 % des cas de bronchiolite du nourrisson. Le vaccin de Moderna est approuvé dans l'Union Européenne le 23 août 2024. Il concerne les seniors. C'est le premier vaccin à ARN messager approuvé en Europe après les vaccins contre la Covid-19.

## Vaccin contre le sida
Moderna annonce qu'il engage le 19 août 2021 une phase I d'essais cliniques sur des vaccins ARNm contre le virus du sida. Cette phase, qui doit durer jusqu'en avril 2023, concerne 56 adultes, avec comme objectif d'évaluer la sécurité et l'immunogénicité du nouveau vaccin.

## Critiques et polémiques

### Interaction possible du vaccin avec l'ADN humain
Selon une rumeur circulant sur Facebook, des détracteurs du vaccin craignent une intégration de l'ARNm à l'ADN du sujet vacciné. Leur argument est qu'une fois injecté dans le corps humain, l'ARNm pourrait « couper » l'ADN du sujet pour y fixer une copie de sa propre séquence. Il modifierait ainsi l'ADN humain et le patrimoine génétique du sujet, avec des conséquences génétiques imprévisibles.
Ces critiques semblent faire référence à des techniques de thérapies géniques telles que les traitements par vecteurs rétroviraux ou des méthodes de ciseaux moléculaires (Cas9) qui sont très différentes du mode d'action du vaccin à ARN développé par Moderna. En effet, dans ces thérapies géniques parfois controversées, un ensemble de vecteurs et d'enzymes spécifiques sont nécessaires pour réaliser les opérations de rétrotranscription et d'insertion d'ADN dans le noyau cellulaire. Or, le mécanisme du vaccin à ARN ne fait pas appel à ce genre de manipulations génétiques complexes, mais se contente de faire travailler la machinerie cellulaire pour produire — hors du noyau — la protéine cible visant à créer une réponse immunitaire. Après transcription de l'antigène, l'ARNm injecté est alors complètement dégradé sans modification de l'ADN du sujet.

### Soupçons de possibles délits d'initiés
Sur fond de spéculation boursière et d'intérêts financiers colossaux, la valeur de l'action Moderna, Inc. a quadruplé pendant la pandémie de COVID-19, passant de 20 dollars en février 2020 à un maximum de 94 dollars en juillet 2020. À la suite de cette montée en flèche, certains dirigeants de Moderna ont vendu une partie de leurs actions de la société. Cette attitude a déplu notamment en raison des importantes subventions dont bénéficie la société. En juin 2020, des lanceurs d'alerte demandent à la Securities and Exchange Commission (SEC) d'ouvrir une enquête.

### Optimisation fiscale
En prévision de larges profits grâce à son vaccin contre le Covid-19, Moderna met en place un système d'évasion fiscale. Après avoir reçu 2,5 milliards de dollars du gouvernement américain pour financer le développement du vaccin, le laboratoire a ouvert une filiale à Bâle en Suisse, canton où le taux d’imposition pour les entreprises est de 13,04 %,, afin de servir de centre de facturation pour le reste de l'Europe. C’est à cette entité que l’Union européenne doit payer les doses que Moderna lui fait livrer. Par ailleurs, tous les brevets de Moderna (dont 595 liés à la technologie de l'ARN messager) sont détenus par ModernaTX enregistrés au Delaware aux États-Unis, où aucun prélèvement n’est effectué sur les revenus provenant de la propriété intellectuelle. Toutes les filiales de Moderna exploitant le vaccin doivent payer des droits à ModernaTx. D'après Somo, une ONG spécialisée dans la finance et le marché de la santé, avec un taux de marge estimé à 44 % par dose de vaccin, ce sont près de 8 milliards de bénéfices nets qui pourraient en grande partie échapper à l’impôt,.

### Investissements du chancelier de l'Échiquier au Royaume-Uni
En novembre 2020, la presse britannique révèle que Rishi Sunak, alors chancelier de l'Échiquier, a co-créé en 2010 un fonds d'investissement, Theleme Partners, avec un investissement de 536 millions de livres. Il l'a quitté en 2013 pour se lancer en politique. Par la suite, ce fonds a investi 500 millions de livres en actions de Moderna, dont c'est l'un des principaux investissements. La valeur de cet investissement est passée de 4.7 milliards de livres à 32 milliards de livres grâce au succès du vaccin contre le Covid-19. Interrogé par le Labour Party, il refuse de dévoiler s'il a bénéficié des profits de cette entreprise,.